# Macedonische gemeente
Noord-Macedonië kent 84 gemeenten. Dit aantal is sinds 11 augustus 2004 van kracht. 
Dit ten gevolge van een nieuwe wet betreffende de bestuurlijke indeling van pas. Deze wet heeft ervoor gezorgd dat de gemeenten (opštini), die fungeren als de primaire bestuurlijke onderverdeling, zijn teruggebracht naar een aantal van 84. De voormalige 123 gemeenten werden deels samengevoegd, echter het aantal gemeenten in het stedelijk gebied van de hoofdstad Skopje werd juist verhoogd van acht naar tien.
Voor een overzicht van de Macedonische gemeenten zie Lijst van gemeenten in Noord-Macedonië. 